# Oscar Wilde (1997)
Oscar Wilde ist ein britischer Kinofilm von Brian Gilbert aus dem Jahr 1997 über das Leben Oscar Wildes mit Stephen Fry in der Hauptrolle.

## Handlung
Der Film behandelt Oscar Wildes Leben von seiner Vortragsreise in den USA 1882 bis kurz vor seinem Tod im Jahr 1900. Nach seiner Rückkehr aus Amerika heiratet er Constance Lloyd und hat mit ihr zwei Söhne. Der Film zeigt Oscar Wilde ebenso in seiner Rolle als Familienvater wie als berühmte Persönlichkeit und erfolgreichen Theaterautor bei den Premieren seiner Theaterstücke Lady Windermere’s Fan und The Importance of Being Earnest. Eine wesentliche Rolle spielt die Entdeckung seiner Homosexualität durch seine Beziehung zu Robert Ross und die Entwicklung seiner Beziehung zu Lord Alfred Douglas. Als Lord Alfreds Vater, der Marquess of Queensberry, ihnen den Umgang miteinander untersagen will und Wilde provoziert, verklagt dieser ihn wegen Beleidigung. Im dritten der daraus folgenden Gerichtsprozesse wird Wilde wegen Unzucht zu zwei Jahren Zuchthaus verurteilt. Im Zuchthaus muss er in der Tretmühle arbeiten. Nach seiner Freilassung gilt er als entehrt und ist finanziell ruiniert und gezwungen, ins Exil zu gehen. Die Zwangsarbeit im Zuchthaus hat ihn gesundheitlich angeschlagen. Er besucht das Grab seiner Frau Constance, bevor er sich auf Betreiben von Robert Ross in Paris niederlässt. Der Film endet mit seinem Wiedersehen mit Lord Alfred Douglas.
Als eine Art Rahmen dient das Märchen Der selbstsüchtige Riese, das begleitend zur Handlung stückweise erzählt wird – teils indem Oscar Wilde es seinen Kindern erzählt, teils indem Constance es vorliest – und das im Gefängnis mit dem Tod des Riesen endet. Auch andere Texte Wildes werden im Laufe des Films von Stephen Fry gesprochen.

## Hintergrund
Julian Mitchell schrieb das Drehbuch auf der Grundlage der 1989 mit dem Pulitzer-Preis ausgezeichneten Wilde-Biographie von Richard Ellmann. Die einzige Figur, die er dazuerfand, ist Lady Mount-Temple (gespielt von Judy Parfitt). Sie vertritt die Einstellung der viktorianischen Gesellschaft gegenüber Oscar Wilde in einer moderateren Form als der exzentrische Marquess of Queensberry. Eine weitere Abweichung von Wildes tatsächlichem Leben ist der Besuch von Constances Grab vor dem Treffen mit Lord Alfred Douglas, da Constance in Wirklichkeit erst ein Jahr später starb. Auch der Zusatz „Wife of Oscar Wilde“ wurde erst einige Jahre später in ihren Grabstein eingemeißelt.
Laut Brian Gilbert und Marc Samuelson erschien zwar Stephen Fry von Anfang an ideal für die Rolle des Oscar Wilde, aber es war trotzdem unsicher, ob er sie würde übernehmen können, da es schwierig war, den Film ohne einen Star in der Titelrolle zu finanzieren. Fry hatte bis dahin noch nie eine Hauptrolle gespielt und war als Filmschauspieler wenig bekannt. Auch Jude Law war damals noch weitgehend unbekannt und spielte in diesem Film eine seiner ersten größeren Rollen. Außerdem hatte in Oscar Wilde Orlando Bloom seinen ersten Filmauftritt in einer kleinen Nebenrolle als ein junger Prostituierter.
Oscar Wildes Leben war zuvor in den Filmen Oscar Wilde und Der Mann mit der grünen Nelke, die beide 1960 erschienen, verarbeitet worden. Beide Filme hatten einen deutlicheren Schwerpunkt auf den Gerichtsprozessen.

## Kritiken
„Brian Gilbert stellt mit dem gepflegt-britischen Dichterporträt die Angst der spätviktorianischen Gesellschaft vor Wildes Homosexualität bloß. [...] Erzählt wird die tragische Vita wie eine phlegmatische Klassikerillustration von James Ivory, nicht besser und nicht schlechter. Seine Spannung bezieht der Film vor allem aus dem Spiel von Stephen Fry. Er macht aus dem designierten Opfer einen faszinierenden Helden: zerbrochen, aber aufrecht bis ins Grab.“

„Ob Gilbert mit seiner differenzierten Korrektur des landläufigen Oscar-Wilde-Bildes der historischen Figur nun gerecht wird oder sie womöglich allzu sehr ‚zähmt‘, sei dahingestellt. Bemerkenswert ist sein ambitioniertes Porträt – nicht nur für Wilde-Fans – allemal.“

„Filmische Biografie des irischen Schriftstellers Oscar Wilde und seines skandalumwitterten Lebens in der zweiten Hälfte des vorigen Jahrhunderts. Getragen von einem hervorragenden Hauptdarsteller und frei von jedem voyeuristischen Kitzel beschreibt der Film den Autor als einen tragisch zerrissenen Charakter, der sich zwischen den Fronten" seines Begehrens aufreibt. Zwar nicht ohne Längen und mit einigen eher geschmäcklerischen Momenten, insgesamt aber als ambitioniertes Porträt bemerkenswert.“

„Regisseur Brian Gilbert sucht das Drama fast einzig in der Hauptfigur und vernachlässigt die gesellschaftlichen Gegebenheiten der viktorianischen Epoche. Der tiefe Fall des Oscar Wilde vom literarischen Dandy zum totgeschwiegenen Paria – das wäre mehr als nur einen geschmackvollen Kostümfilm wert gewesen. Immerhin läßt Stephen Fry, eine fast schon zu stimmige Idealbesetzung, der Figur Wilde ihre Würde und Widersprüchlichkeit – und befördert den Film so zu einer sehenswerten Charakterstudie.“

## Auszeichnungen
gewonnen
- Seattle International Film Festival: Stephen Fry (Bester Schauspieler)

nominiert
- Golden Globe Award: Stephen Fry (Bester Hauptdarsteller – Drama)
- BAFTA Award: Jennifer Ehle and Zoë Wanamaker (Beste Nebendarstellerin)
- Evening Standard British Film Award: Jude Law (Vielversprechendste Nachwuchsleistung)
- Evening Standard British Film Award: Maria Djurkovic (Szenenbild)
- Chlotrudis Award: Stephen Fry (Bester Hauptdarsteller)
- GLAAD Media Award (Outstanding Film)
- Satellite Award: Stephen Fry (Bester Schauspieler – Drama)
- Ivor Novello Award: Debbie Wiseman (Filmmusik)[7]

## DVD
Der Film erschien auf Englisch im September 1999 als DVD bei Sony Pictures Entertainment. Die DVD enthält zusätzlich zum Film die Dokumentation „Simply Wilde“, in der Stephen Fry, Brian Gilbert, Julian Mitchell und Marc Samuelson über Oscar Wilde und die Entstehung des Films sprechen.